# A13-as autópálya (Németország)
Az A13 (németül: Bundesautobahn 13, vagy röviden BAB 13) egy autópálya Németországban. Hossza 152 km. Berlint és Drezdát köti össze. Az E36-os és E55-ös európai út része. A schönefelderi autópálya-kereszteződéstől indul, az A10-es déli részénél, és a Drezda-Észak autópálya-kereszteződésnél ér véget (A4).

## Története
Az autópálya útvonalát először  az 1930-as évek elején tervezték meg. A nyomvonala eredetileg kb. 30 km-rel nyugatabbra volt Golßen és Ortrand között, a Berlin-Drezda vasútvonal mentén, illetve  érintették Doberlug-Kirchhain, Finsterwalde, Luckau és Schlieben településeket. Így az A15-öshöz kapcsolódó autópálya-kereszteződést is kihagyták. A keletebbre tolással csökkentették a Lipcse, Drezda, Berlin és Cottbus közötti autópályahiányt.

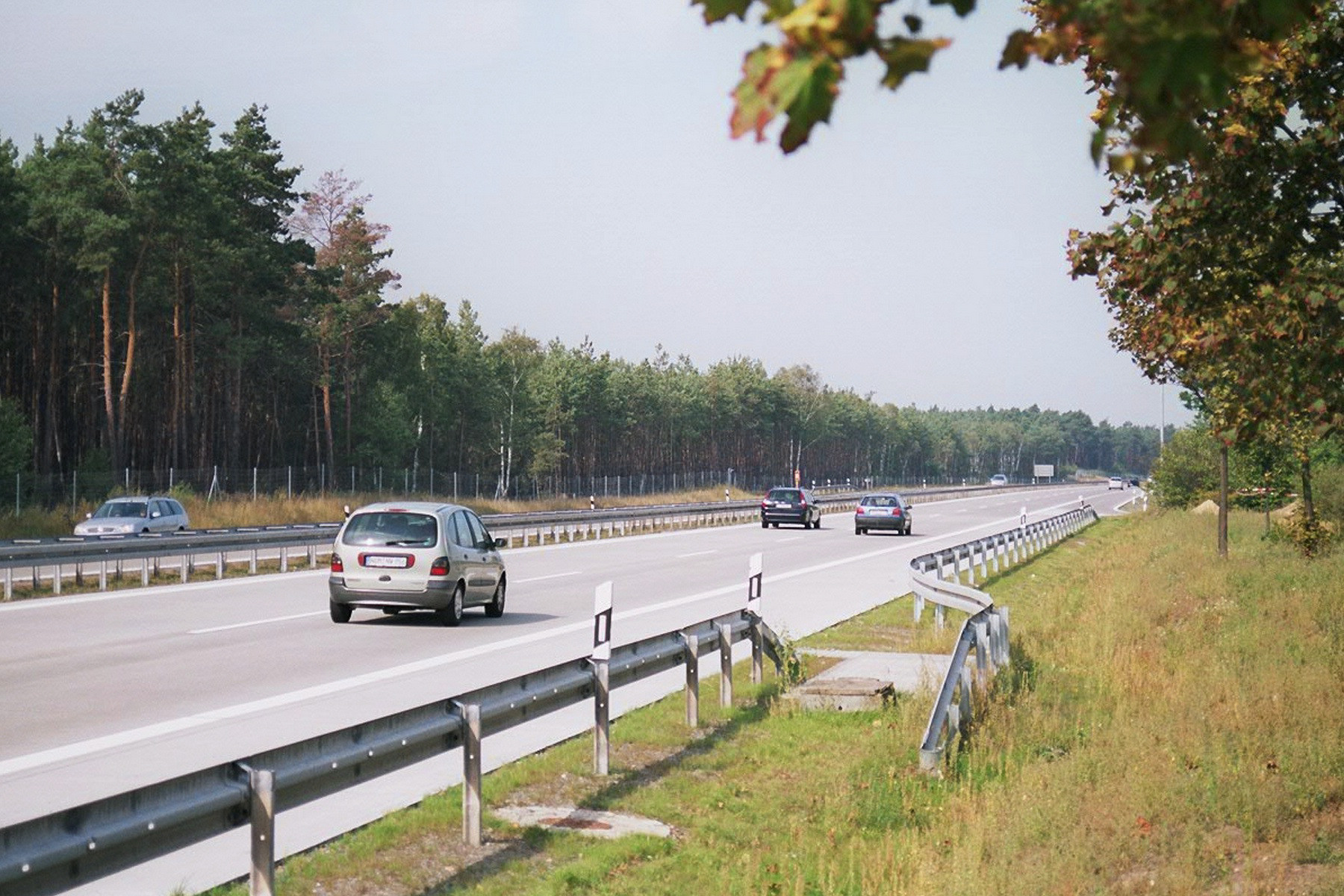
Az A13 Berstetalnál

A schönefelderi autópálya-kereszteződés – Teupitz, a Drezda-Észak autópálya-kereszteződés – Ortrand közötti 2×2 sávos szakaszokat 1938-ra, valamint a Ostrand–Ruhland közötti 2×1 sávos szakaszt 1939-re készítették el. Még ebben az évben átadták a 39,5 km hosszú Ruhland–Calau szakaszt is (2×2 sávos). 1940-ben a Teupitz–Freiwalde és a spreewaldi autópálya-kereszteződés-Calau közti 2×2 sávos részek épültek meg. Végül még 1940-ben az utolsóként megmaradt darabon (Freiwalde – spreewaldi autópálya-kereszteződés) létrehoztak egy 2×1 sávos utat. Viszont befejezetlen maradt a spreewaldi autópálya-kereszteződés, így a járműveknek innentől Drezdáig a déli rámpán szembeforgalommal kellett menniük. A kereszteződést végül csak 1962. december 4-én adták át.
Drezda-Észak autópálya-kereszteződésnél lévő területet 1951-től 1971-ig időnként motor- és autóversenyekre használták.
Az autópálya meghosszabbításáról a Drezda–Prága szakaszon néhány vázlat született az egyesítés után. Ma ez az A17-es autópálya.

### A ruhlandi szükségrepülőtér
A ruhlandi szükségrepülőtér egy hosszú, egyenes szakasz Ortrand és Ruhland között, ami az 1990-es évekig autópálya-szükségrepülőtérként üzemelt. A rendszerint (növényekkel) kizöldített középső vonalak ezeken a helyeken betonozottak voltak, így a két sáv együtt egy futópályát alkotott. Ez a Nemzeti Néphadsereg és a vele szövetséges haderők repülőinek szükségreptereként szolgált, bár elvileg csak felszállásra használhatták.
A felszállópálya mindkét végén megállóhelyek voltak a sugárhajtású gépek számára, ahol a légterelők tudták szemügyre venni. Így a közeli erdők védve voltak a lángoktól, amik például a sugárhajtómű begyújtásakor keletkeznek. Ezeket az egyesítés után felszámolták, illetve parkolóhelyekké alakították át.

## Csomópontok és pihenőhelyek

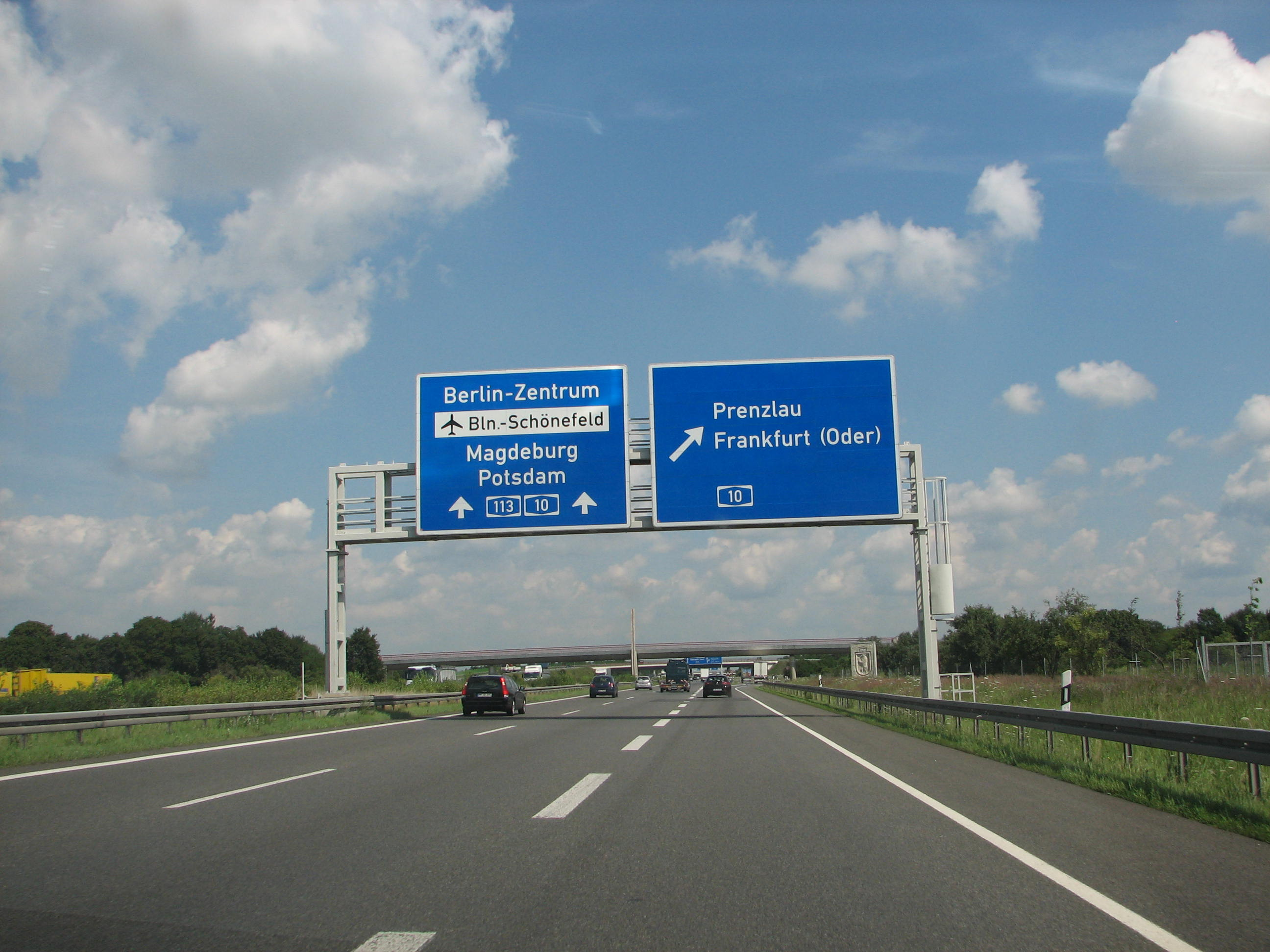
Útbaigazító tábla a schönefelderi autópálya-kereszteződésnél

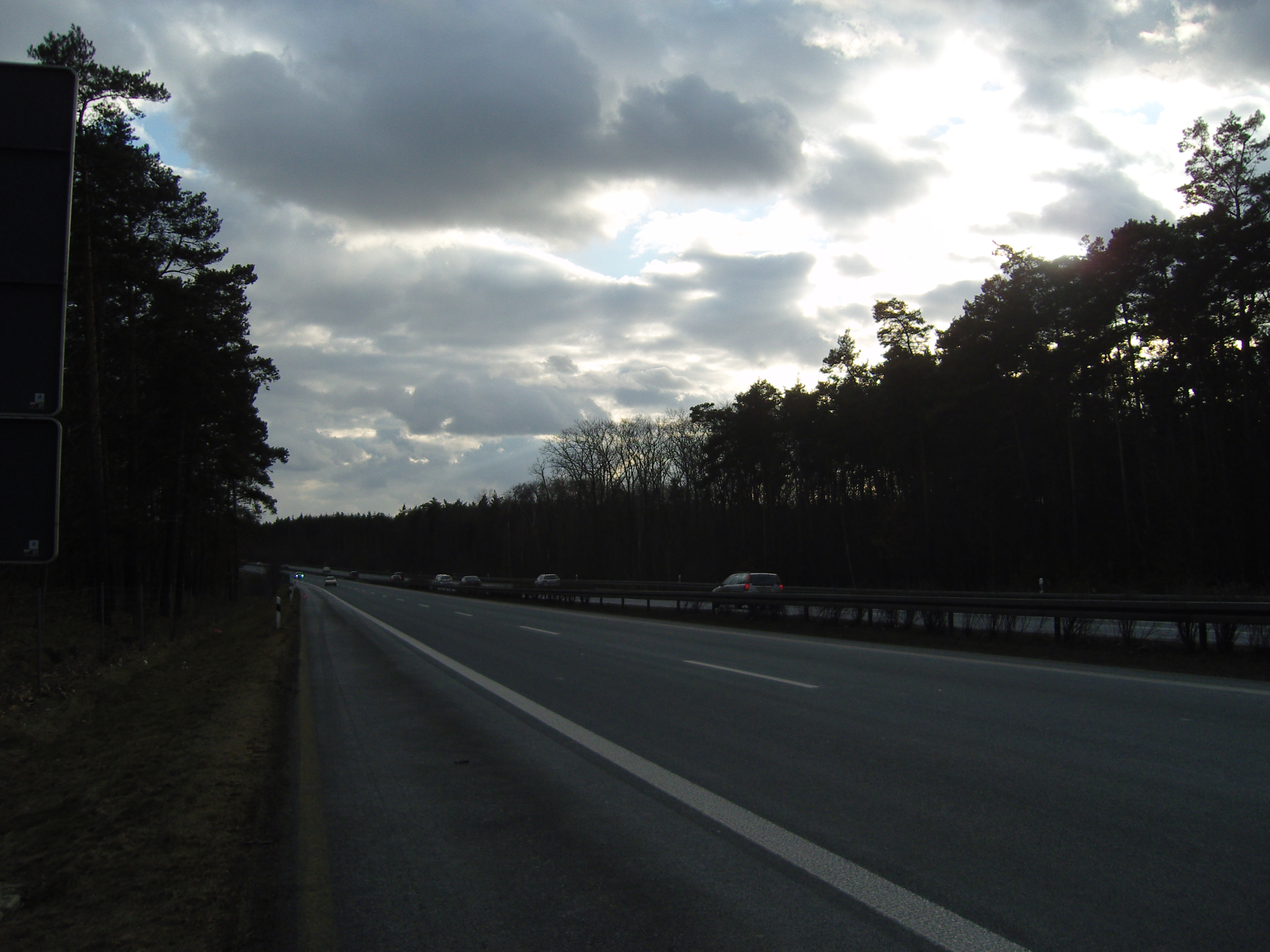

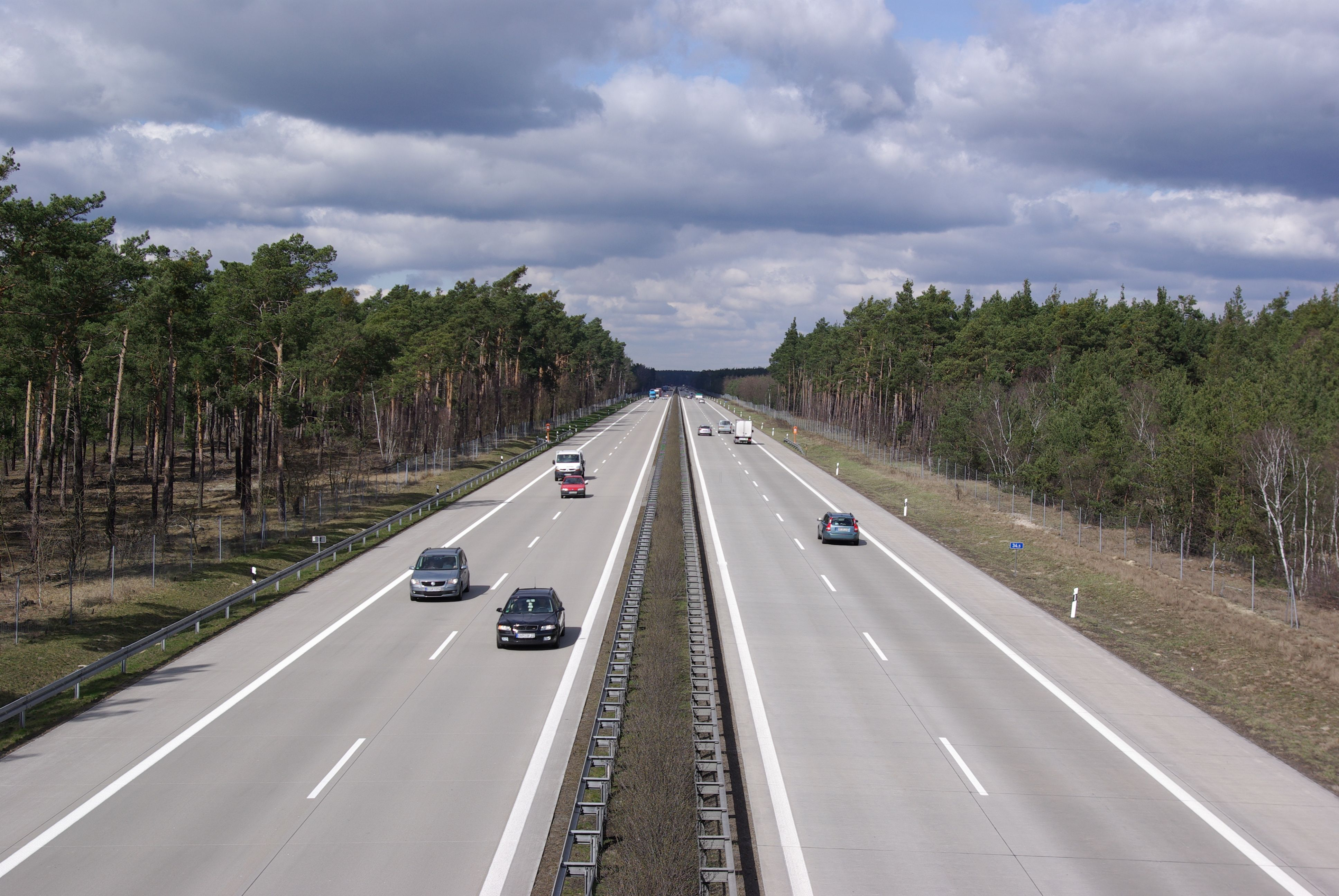
Az A13 Staakownál

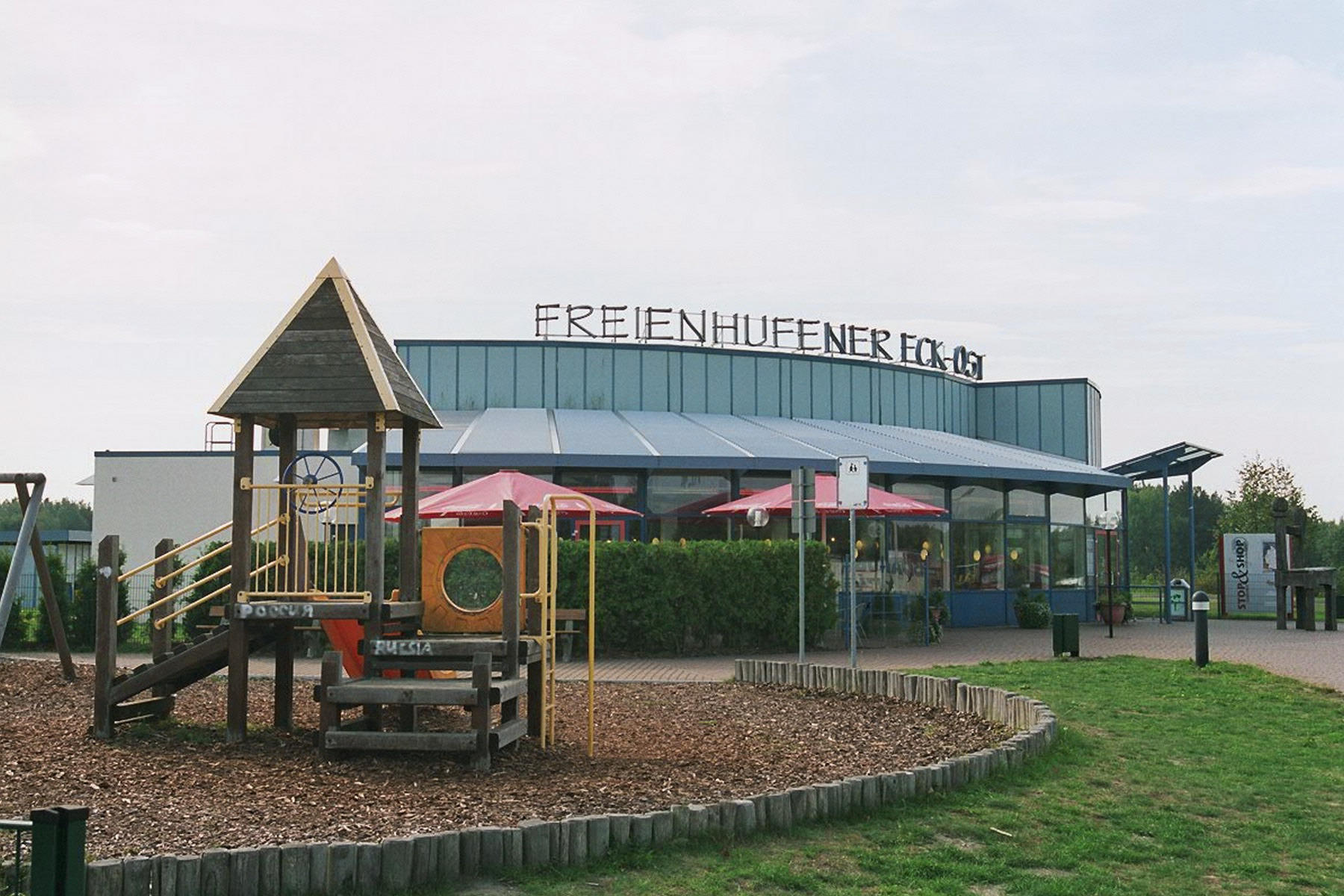
Freienhufen ecki pihenőhely

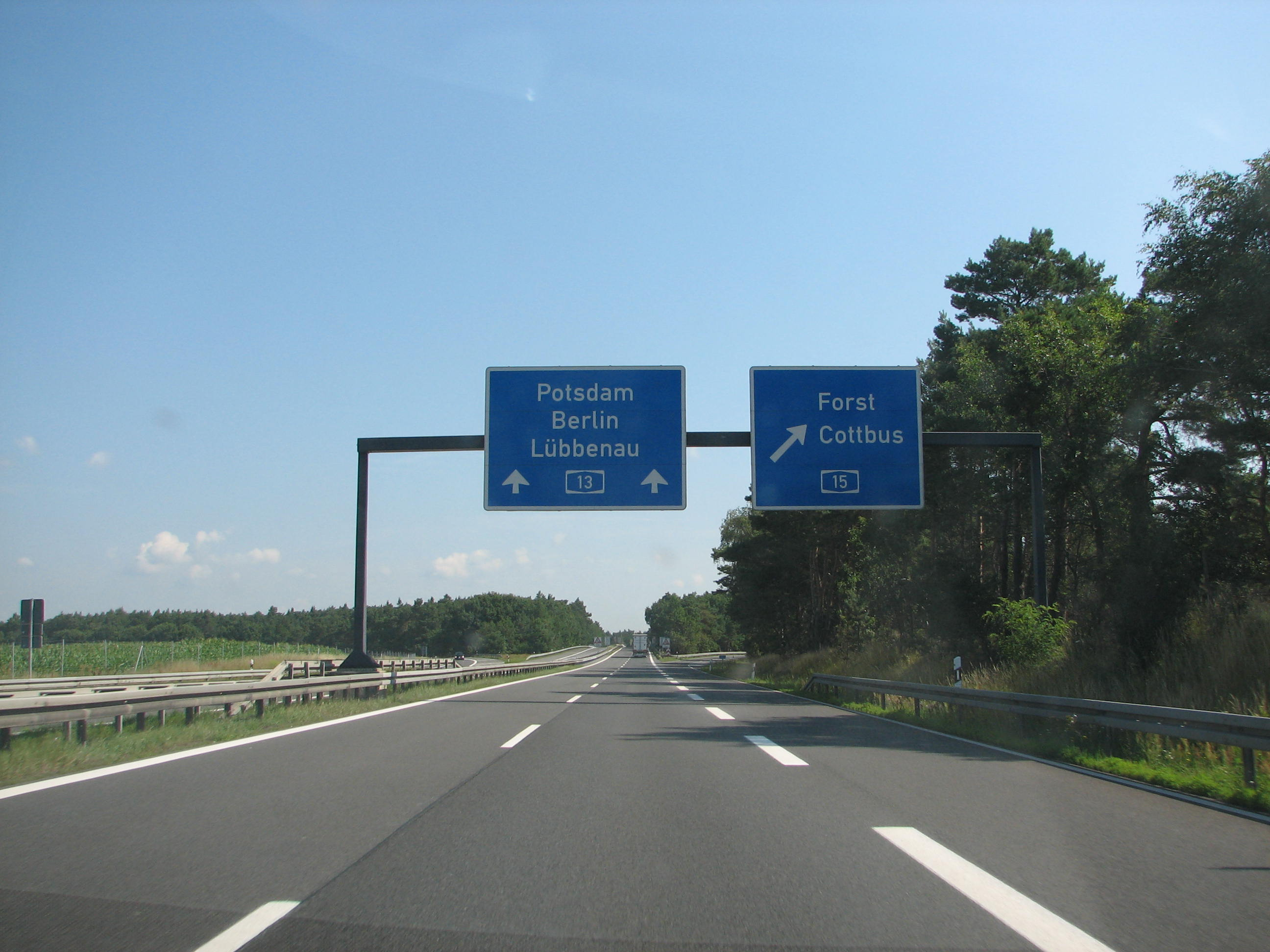
Útbaigazító tábla a spreewaldi autópálya-kereszteződésnél

## Fordítás
Ez a szócikk részben vagy egészben  a   Bundesautobahn 13 című német Wikipédia-szócikk fordításán alapul.  Az eredeti cikk szerkesztőit annak laptörténete sorolja fel. Ez a jelzés csupán a megfogalmazás eredetét és a szerzői jogokat jelzi, nem szolgál a cikkben szereplő információk forrásmegjelöléseként.